# 张勋甫
张勋甫（1921年—2017年1月4日），男，山东莱芜人，中华人民共和国政治人物，曾任中共深圳市委书记，为深圳市第一任市委书记。